# Федів (заказник)
Фе́дів — ботанічний заказник місцевого значення в Україні. Розташований у межах Болехівської міської громади Калуського району Івано-Франківської області, на південь від села Козаківка.
Площа 121 га. Статус надано згідно з рішенням обласної ради від 28.12.1999 року № 237-11/99. Перебуває у віданні ДП «Болехівський держлісгосп» (Козаківське л-во, кв. 18).
Статус надано з метою збереження корінних деревостанів з ялини карпатської і бука європейського на висоті від 770 до 1230 м над р. м. Зростають реліктові та рідкісні види рослин: верес звичайний, аконіт строкатий, гвоздика карпатська.